# Союзов, Сергей Васильевич
Сергей Васильевич Союзов (21 сентября 1921, Коробкино, Смоленская губерния — 2004, Москва) — советский хозяйственный, государственный и политический деятель, Герой Социалистического Труда.

## Биография
Родился в 1921 году в деревне Коробкино. Член КПСС с 1944 года.
С 1936 года — на хозяйственной, общественной и политической работе. В 1936—1988 гг. — ученик школы фабрично-заводского ученичества, слесарь на заводе имени С. П. Горбунова, участник Великой Отечественной войны, командир пулеметного отделения отдельной учебной стрелковой роты 381-й стрелковой дивизии, помощник командира взвода, затем командир отделения роты автоматчиков 1188-го стрелкового полка 357-й стрелковой дивизии 1-го Прибалтийского фронта, слесарь Московского радиотехнического завода Министерства радиопромышленности СССР.
Указом Президиума Верховного Совета СССР от 29 июля 1966 года присвоено звание Героя Социалистического Труда с вручением ордена Ленина и золотой медали «Серп и Молот».
Умер в 2004 году в Москве.